# Tommy Smith (ur. 1980)
Thomas William Smith (ur. 22 maja 1980 w Hemel Hempstead) – angielski piłkarz występujący na pozycji Pomocnika w Cardiff City.